# Dlabotchitsa (Kriva Palanka)
Dlabotchitsa ou Dlabočica (en macédonien Длабочица) est un village du nord-est de la Macédoine du Nord, situé dans la municipalité de Kriva Palanka. Le village comptait 144 habitants en 2002.

## Démographie
Lors du recensement de 2002, le village comptait :
- Macédoniens : 144